# Paralepse
Paralepse je řečnická figura, která spočívá v tom, že řečník prohlásí, že o nějaké věci nechce mluvit, dosáhne však toho, že na ni naopak upozorní.

## Příklady
- „O mnoha dalších přednostech našich parních kotlů není třeba se zmiňovati.“
- „Bylo by ztrátou času vypočítávat všechna selhání této vlády.“